# ألين هانسون
ألين هانسون هو لاعب محترف لكرة القاعدة ‏ دومينيكاني، ولد في 22 أكتوبر 1992 في لا رومانا في جمهورية الدومينيكان.

## وصلات خارجية
- ألين هانسون على موقع دوري كرة القاعدة الرئيسي (الإنجليزية)
- ألين هانسون على موقع الدوري الياباني لكرة القاعدة (الإنجليزية)
- ألين هانسون على موقعبيزبول رفرنس.كوم (الدوري الرئيسي) (الإنجليزية)
- ألين هانسون على موقعبيزبول رفرنس.كوم (الدوري الثانوي) (الإنجليزية)
- ألين هانسون على موقع إي إس بي إن.كوم (أم.أل.بي) (الإنجليزية)
- ألين هانسون على موقع مشجعي الرسوم البيانية (الإنجليزية)